# Belnay György Alajos
Belnay György Alajos (máshol csak: Belnay György) (Trencsén, 1765. július 14. – Pozsony, 1809. október 26.) bölcseletdoktor, történetíró, pozsonyi akadémiai tanár.

## Élete
Tanulmányait a budai főgimnáziumban, a bölcseletieket, a jog- és államtudományiakat az ottani egyetemen végezte. A doktori fok elnyerése után, 1788-ban a pécsi akadémiához a bölcselet tanárának nevezték ki. 1792. november 26-án a Pozsonyi Akadémián a történelem tanára lett és ebben a minőségben dolgozott haláláig. Minthogy Schauff János történelemtanár és nyomdatulajdonos leányát vette feleségül, apósa halálával (1801) a nyomda is birtokába jutott, és azon számos munkát utánnyomatott.
Több jogi, történeti és földrajzi munkát írt latin és német nyelven. A francia forradalom idején, 1790-ben névtelenül megjelent politikai röpiratában (Reflexiones...) a nem-nemes polgárok nevében támadta a nemességet, utalt a nép elkeseredésére és Franciaország példájára utalva forradalommal fenyegette az uralkodó osztályokat.
Historia literarum bonarumque artium in Hungaria… című munkája (Pozsony, 1799) magyar irodalomtörténet latin nyelven. Wallaszky Pál könyve alapján, Árvai Mihály, Horányi Elek és mások munkáinak felhasználásával készült. Tőlük vette át és a 17. század végéig foglalta össze benne a művelődéstörténeti és könyvészeti adatokat. Második kiadása (Pozsony, 1811) már a 18. század irodalmára is kiterjed.

## Munkái
- Reflexiones cunctorum Hungariae civium adversus illud diplomatis punctum quo nativi etiam patriae filii non nobiles ab omnibus publicis officis excluduntur. Pozsony, 1790. (Névtelenül. Ugyanez németül Belnay nevével és megjegyzéseivel. Uo. 1790.)
- Auf die Abreise des Herrn Friedr. Aug. Cl. Werthes. Pest, 1791. (Költemény.)
- Synopsis historiae imperii Romano-Germanici. Posonii, 1794.
- Specimen selectiorum ex historia Hungariae pragmaticae quaestionum. In usum auditorum. Uo. 1794. (Pütter után németből ford. 2. kiadás. Uo. 1796.)
- A mademoiselle Babette comtesse de Keglevich. (Uo. 1796.)
- Historia literarum bonarumque artium in Hungaria. (Uo. 1799.)
- Geographie und Geschichte des Königreiches Ungarn für Kinder (Az 1–3. kiadást Windisch Károly Gottlieb adta ki, 4. bőv. kiadás Uo. 1800. Ism. Annalen der Österr. Literatur 1802. 33. sz. Allg. Liter. Zeitung 1804. III. 676.
- Fragmenta ad historiam ecclesiasticam Hungariae. Uo. 1802–03. Két füzet. (Ism. Zeitschrift von und für Ungern III. 241. Egyh. Ért. 1821. I. 150.)
- Historia regni Hungariae. Uo. 1804. (Névtelenűl. 2. kiadás. Uo. 1808. 3. kiad. Uo. 1813.)
- Jus succedendi principum Austriacorum. Uo. 1804. (Mellékelve a Hist. Regni Hungariae-hez. Ugyanott és egyéb kiadásokban is: Nonnulla dubia contra proposita per decursum historiae hujus quaepiam capita.)
- Cogitationes Christianae. Uo. 1805. (Bouchouts után francziából ford.)
- Tentamen publicum ex historia universali. Uo. 1807.
- Compendium historiae rei litterariae in Hungaria a saec. V. in saec. XVIII. Uo. 1811.

Szerkesztette és kiadta az Ephemerides statistico politicae c. hírlapot 1805–09-ig.